# Heike Dähne
Heike Dähne, née le 15 octobre 1961 à Zwickau, est une nageuse est-allemande, spécialiste des courses de nage libre et de papillon.

## Carrière
Heike Dähne est médaillée de bronze olympique aux Jeux olympiques de 1980 à Moscou en 800 mètres nage libre.
Elle est vice-championne d'Europe de 200 mètres papillon aux championnats d'Europe de natation 1981 et médaillée de bronze de 200 mètres papillon aux championnats du monde de natation 1982.